# Erik Werner (militär)
Anders Erik Werner, född den 4 januari 1864 i Norrköping, död den 9 september 1913 i Stora Saltvik, Döderhults församling, var en svensk militär.
Werner blev underlöjtnant vid Kalmar regemente 1885, löjtnant där 1894 och vid Generalstaben 1895, kapten där 1898, i Kalmar regemente 1902 och vid Svea livgarde 1903. Han var lärare vid Krigshögskolan 1900–1906 och chef för Generalstabens kommunikationsavdelning 1906–1912. Werner befordrades till major i armén 1905 och vid Generalstaben samma år, till överstelöjtnant vid Generalstaben 1909 och till överste i Generalstaben 1911. Han blev överste och chef för Västgöta regemente 1912. Werner invaldes som ledamot av Krigsvetenskapsakademien 1906. Han blev riddare av Svärdsorden 1905. Werner vilar på Döderhults kyrkogård.